# Toeslagenaffaire

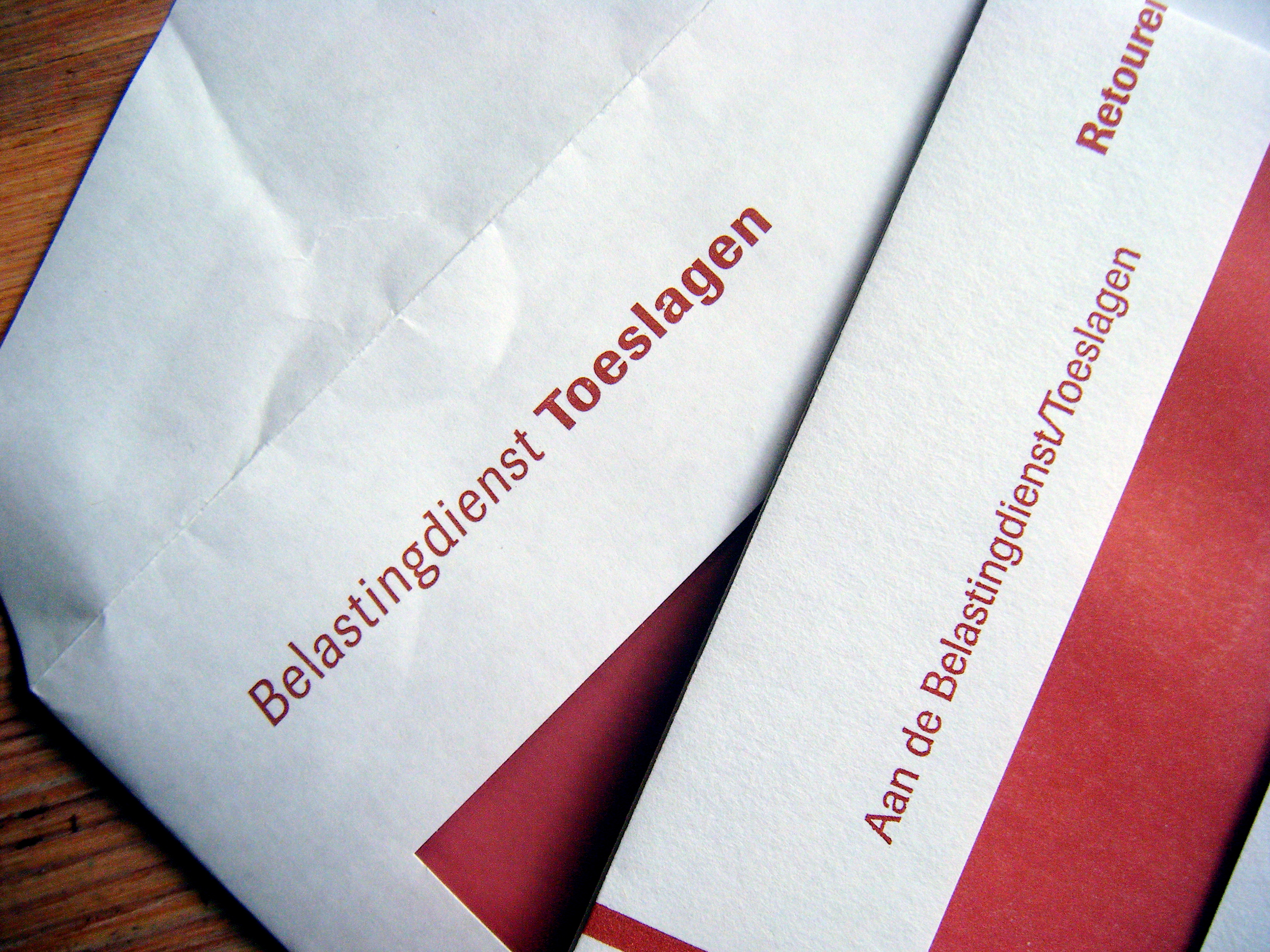
Typerende rood-witte enveloppen van de afdeling Toeslagen van de Belastingdienst

De toeslagenaffaire (ook bekend als toeslagenschandaal of kinderopvangtoeslagenaffaire) is een Nederlandse bestuurlijke en politieke affaire als gevolg van onterechte verdenkingen van fraude met toeslagen, een strikt terugvorderingsbeleid en een rigide uitvoering van wet- en regelgeving door bestuursorganen, deels op wens van een meerderheid van de volksvertegenwoordiging. Het ging om een samenspel van meerdere factoren, op verschillende niveaus, in politiek, bestuur, rechterlijke macht, pers en maatschappij, waarbij jarenlang de structurele corrigerende mechanismen van de democratische rechtsstaat onvoldoende functioneerden. De kwestie haalde de pers vanaf 2017 met kinderopvangtoeslagen, maar later bleek dat er vanaf 2004 soortgelijke problematiek speelde bij de huurtoeslag, de zorgtoeslag, het kindgebonden budget en de inkomstenbelasting.
Volgens onderzoeken was er in sommige gevallen sprake van institutioneel racisme, institutionele vooringenomenheid en schending van de grondbeginselen van de rechtsstaat.
In de periode van 2004 tot 2019 ging het bij de kinderopvangtoeslag naar schatting om 26.000 ouders met 70.000 kinderen die gedupeerd waren. Zij hadden – vaak kleine – fouten gemaakt of waren verkeerd voorgelicht door gastouderbureaus of kinderopvangcentra en moesten op grond van het door de regering gewenste strenge fraudebeleid en een rechtlijnige uitvoering daarvan, de volledige toeslag terugbetalen doordat er achteraf geen recht zou zijn op de toeslag. Veel getroffen burgers  raakten hierdoor in de schulden, die in sommige gevallen opliepen tot tienduizenden of zelfs honderdduizenden euro's. Sommige van de gedupeerden kregen als gevolg daarvan te maken met een diepgaande ontwrichting van hun leven door onder meer verlies van baan of huis en/of psychische problemen. Ook werden kinderen door jeugdzorg uit huis geplaatst.
In de Tweede Kamer namen in het bijzonder de leden Pieter Omtzigt, Renske Leijten en Farid Azarkan het op voor de gedupeerden. In 2019 trad in verband met deze kwestie staatssecretaris van Financiën Menno Snel af, die toen verantwoordelijk was voor de Belastingdienst. Na afronding van een diepgaand onderzoek vanuit de Tweede Kamer, door de Parlementaire ondervragingscommissie Kinderopvangtoeslag onder voorzitterschap van Chris van Dam, trok voormalig minister van Sociale Zaken en Werkgelegenheid Lodewijk Asscher zich in januari 2021 terug als PvdA-lijsttrekker. Enkele dagen later diende het voltallige kabinet-Rutte III zijn ontslag in en stapte voormalig staatssecretaris van Financiën Eric Wiebes per direct op als minister.

## Omvang
De toeslagenaffaire omvat een divers aantal zaken en problemen die opgetreden zijn sinds invoering van de Wet kinderopvang en kwaliteitseisen peuterspeelzalen, die voorzag in een kinderopvangtoeslag, in 2004 tot in ieder geval 2019. Hoewel de toeslagenaffaire pas in 2017 onder die naam bekend werd (naar aanleiding van de zogeheten CAF 11-zaak), werden ook eerdere gevallen die bekend werden onder deze noemer geschaard. Grofweg valt onderscheid te maken tussen vier probleemvelden: streng terugvorderingsbeleid, intensief onderzoek naar mogelijke fraude, het label 'Opzet/Grove schuld' en het hebben van een tweede nationaliteit als reden voor een rechtmatigheidsonderzoek. Deze onderzoeken hadden veelal het vooraf bepaalde doel om toeslagen terug te vorderen door te stellen dat het recht niet kon worden vastgesteld en er geen recht zou zijn.

### Intensief fraudeonderzoek
Naar schatting werden 2.200 gezinnen getroffen door een te rigoureuze fraudeaanpak door het Combiteam Aanpak Facilitators (CAF). Dit team was gericht op bestrijding van fraude op grond van het bestuursrecht. 200 dossiers werden overgedragen aan het Openbaar Ministerie wegens verdenking van strafrechtelijk laakbaar handelen, zoals vervalsing van stukken. Uit die aangiften kwamen vijftien veroordelingen en acht schikkingen. Drie  'facilitators' (kinderopvanginstellingen) werden veroordeeld.
Het CAF hanteerde in veel van deze zaken een groepsgewijze aanpak, waarbij het uitging van de '80/20 benadering' (80% fraudeert, 20% is onschuldig). Een kwantitatieve onderbouwing daarvoor ontbrak bij de Belastingdienst en voor onschuldige ouders bleek het nauwelijks mogelijk om besluiten terug te laten draaien..
De Belastingdienst was verder vaak onduidelijk tegenover aanvragers bij het aanleveren van bewijsstukken, over welke stukken nog ontbraken, waardoor het lastig was voor aanvragers om de benodigde stukken alsnog af te geven. In sommige gevallen hield de Belastingdienst ook stukken achter naar rechtbanken en de Afdeling Bestuursrechtspraak van de Raad van State.
In hun bezwaar- en beroepszaken tegen de Belastingdienst, werd gedupeerde ouders door de Raad voor Rechtsbijstand gefinancierde rechtsbijstand ontzegd.

### Alles-of-niets-benadering
Jarenlang werd de Algemene wet inkomensafhankelijke regelingen, die voorzag in een gedifferentieerde terugvorderingsmogelijkheid (beleidsvrijheid), door een uitvoeringsbesluit zo uitgelegd, dat bij kleine fouten, zoals het vermeend incomplete aanleveren van stukken of niet volledig voldoen van de eigen bijdrage, er geen recht op kinderopvangtoeslag zou zijn en de volledige kinderopvangtoeslag terugbetaald moest worden. Hiervan werden in ieder geval 8.000 ouders slachtoffer. Deze wetsinterpretatie werd jarenlang bevestigd door de hoogste bestuursrechter, de Afdeling bestuursrechtspraak van de Raad van State. In 2019 kwam de Raad van State terug op deze jurisprudentie, en oordeelde bovendien dat het mogelijk was om de herziene interpretatie met terugwerkende kracht toe te passen.

### Kwalificatie 'opzet/grove schuld'
Normaliter kregen ouders die een schuld hadden bij de Belastingdienst een betalingsregeling. Met een betalingsregeling, vaak in de vorm van een schuldsanering, moeten ouders in twee jaar naar draagkracht de schuld terugbetalen, om te voorkomen dat ze onder het bestaansminimum komen. De restschuld wordt door de Belastingdienst als oninbaar gezien. Een uitzondering hierop waren ouders waar de Belastingdienst zwaar verwijtbaar handelen vermoedde en die daardoor de kwalificatie 'opzet/grove schuld' (OGS) kregen. Bij een groot deel van de ouders die met deze kwalificatie te maken hadden, twijfelde staatssecretaris Alexandra van Huffelen achteraf of daadwerkelijk sprake was van  opzet of grove schuld.
Iedereen met een toeslagen- of belastingschuld hoger dan 10.000 euro kreeg automatisch de kwalificatie OGS. Bij een inventarisatie vond de Auditdienst Rijk (ADR) begin 2016 zelfs 900 gevallen waarbij deze grens gesteld was op 3.000 euro voor toeslagenouders of 5.000 euro aan totale toeslagenschuld. Het is onduidelijk hoe lang deze grens gehanteerd is.

### Verwerking tweede nationaliteit
Het bewaren en gebruiken van tweede nationaliteit bleek ook een probleem. In de jaren 2012–2014 gebruikte de Belastingdienst het hebben van een tweede nationaliteit als selectiecriterium bij de inkomstenbelasting voor nader onderzoek naar fraude, waarbij 11.236 aangiften nauwkeuriger gecontroleerd werden. Verschillende systemen en databases van de Belastingdienst bleken niet te voldoen aan de privacywetgeving. Zo legde eind februari 2020 de Belastingdienst het fraudeopsporingssysteem Fraude Signalerings Voorziening (FSV) stil, waarin 180.000 burgers geregistreerd stonden als fraudeur, zonder dat dit geverifieerd was. Onderzoekers troffen in dat systeem met "enige regelmaat" voorbeelden aan "waarbij het risico op fraude wordt gebaseerd op persoonskenmerken zoals nationaliteit of uiterlijk voorkomen". In 2022 erkende het kabinet dat bij het opstellen van dit systeem sprake was van institutioneel racisme.
Uit vervolgonderzoek in 2020 bleek vervolgens dat ook vier anti-fraudesystemen van de Belastingdienst mogelijk niet voldeden aan privacywetgeving, waarna deze werden stilgezet. Ook de Douane bleek een systeem te hebben waarin de tweede nationaliteit ten onrechte werd geregistreerd.
Uit onderzoek door het CBS bleek dat bij 71% van de 10.270 onderzochte gedupeerde huishoudens de toeslagaanvrager een migratieachtergrond had. Ook het College voor de Rechten van de Mens vond dat in 2014 en 2018 ouders met niet-Nederlandse afkomst vaker te maken hadden met strenge fraudeaanpak. Bij beide onderzoeken is twijfel over de causaliteit, vanwege inkomen als confounding factor.

### Overige
In eerste instantie verwees de toeslagenaffaire specifiek naar de problematiek rondom de kinderopvangtoeslag. Later bleek dit ook mogelijk voor de huurtoeslag, zorgtoeslag en het kindgebonden budget te gelden. Naar schatting gaat het bij die toeslagen om 9.000 burgers. Ook bij de inkomstenbelasting bleek er sprake te zijn van het bestempelen als fraudeur op basis van ontstane profilering en vermoedens onder de codenaam project 1043.

## Beginjaren

### Forse aanscherping fraudebeleid
In de regeerperiode van het eerste kabinet-Balkenende (2002-2003), een coalitie van CDA, Lijst Pim Fortuyn en VVD, werd besloten de aanpak van uitkeringsfraude fors aan te scherpen. Onder het motto "Breder, slimmer en meer" werd het fraudebeleid 'risicogestuurd', wat inhield dat mensen voortaan gericht zouden worden gecontroleerd op basis van kenmerken waarvan werd gedacht dat het de kans op fraude zou vergroten. Toenmalig staatssecretaris Mark Rutte verklaarde later dat dit een logisch vervolg was op het beleid dat door de twee eerdere paarse kabinetten Kok was ingezet. "Fraude was serieuze problematiek bij mijn aantreden. Er was heel veel aan de hand, er waren veel aanwijzingen voor fraude."
In 2004, onder het kabinet-Balkenende II met CDA en VVD, vroeg Rutte in een brief aan alle gemeenten om specifiek Somalische Nederlanders te gaan controleren naar aanleiding van een bericht van de Britse vreemdelingendienst dat mogelijk duizenden van hen in de VK woonden met een Nederlandse uitkering. Het was voor de regering ondenkbaar om niet in te grijpen, omdat ook de Nederlandse inspectie het over een "fraudepatroon" had. Men meende dat er voldoende redenen waren om inbreuk te maken op het non-discriminatiebeginsel, zelfs al was onduidelijk om hoeveel fraudegevallen het precies ging. In 2007 oordeelde de rechter dat er wel degelijk sprake was van "onbehoorlijk bestuur en discriminatie op basis van ras". De regering, Balkenende IV, reageerde op het rechterlijk oordeel met de stelling dat de wet moest worden aangepast om een discriminerende fraude-aanpak toch mogelijk te maken.

### Invoering toeslagen
Op 30 oktober 2004 trad de Wet kinderopvang in werking, waarin ook de kinderopvangtoeslag geregeld werd. Deze toeslag kan aangevraagd worden door werkende ouders om het voor hen mogelijk te maken hun kinderen naar de kinderopvang te brengen. Ook toeslag voor opvang door gastouders is mogelijk, mits geregeld via een gastouderbureau. De wetgeving valt onder verantwoordelijkheid van het ministerie van Sociale Zaken en Werkgelegenheid, en de Belastingdienst (onderdeel van het ministerie van Financiën) werd in de wet aangewezen als het verantwoordelijk bestuursorgaan voor de uitvoering van de wet. Daaronder valt de afhandeling van aanvragen, de uitbetaling van toegekende toeslagen, controle, fraudebestrijding en terugvordering.
In 2005 werd de Algemene wet inkomensafhankelijke regelingen (Awir) ingevoerd, die algemene bepalingen over alle toeslagen bevat. Deze wet kon zo worden uitgelegd, dat bij onregelmatigheden de toeslagen op nul werden gezet en uitbetaalde voorschotten terugbetaald moesten worden. Een gebruikelijke hardheidsclausule, waarmee een uitvoerend orgaan kan afwijken van de hoofdregel als deze in een individueel geval tot onredelijke gevolgen zou voeren, ontbrak in deze wet, ondanks advies daartoe van de Raad van State. Een amendement van Pieter Omtzigt (CDA) voor een hardheidsclausule werd na afraden door staatssecretaris van Financiën Joop Wijn slechts in afgezwakte vorm aangenomen.
Direct in 2006 waarschuwde de Algemene Rekenkamer voor mogelijke problemen met de inrichting van het toeslagensysteem: "Het zal lastig en kostbaar zijn om alle voorschotten in te vorderen en het risico bestaat dat kwetsbare groepen in financiële moeilijkheden worden gebracht door de keuze om achteraf te controleren". De uitvoering werd in de beginjaren verder bemoeilijkt door een onrustig verlopen reorganisatie bij de Belastingdienst en hoge werkdruk door nieuwe taken. Later bleek dat de Belastingdienst al vanaf 2004 een omstreden werkwijze hanteerde. Zo werden toeslagen bij twijfel niet uitgekeerd of stopgezet. In de media werd ook aandacht geschonken aan etnisch profileren, stopzetten van toeslagen en buitenproportionele terugvorderingen.

### Fraude bij gastouderbureaus
In de jaren na de invoering van de kinderopvangtoeslag ontstonden er gastouderbureaus die fraude pleegden of faciliteerden. Ouders konden bijvoorbeeld hogere kosten declareren dan waarvan gebruikgemaakt was, zodat ouders geen eigen bijdrage betaalden. Ook schonken gastouders een deel van de inkomsten terug aan de ouders, zonder dat dit bij de Belastingdienst werd opgegeven. Ouders vertrouwden daarbij vaak op de (onjuiste) informatie die een gastouderbureau gaf.
Een voorbeeld hiervan was het gastouderbureau De Appelbloesem waar de ouders hun DigiD-gegevens aan het gastouderbureau gaven om op deze manier de toeslag aan te vragen. In 2009 viel de FIOD hier binnen en in 2015 kreeg de directeur van het bureau een celstraf van anderhalf jaar vanwege oplichting en valsheid in geschrifte. De aangesloten ouders moesten de volledige kinderopvangtoeslag terugbetalen. Dit gold ook voor wat ze ontvingen nadat ze weg waren bij De Appelbloesem.
De Tweede Kamer, met de PVV voor het eerst uit de oppositie als gedoogpartner van het kabinet-Rutte I, nam in november 2010 een motie aan van Richard de Mos (PVV) om de schade te verhalen op het frauderende gastouderbureau in plaats van op ouders die te goeder trouw hadden gehandeld. VVD-minister van Sociale Zaken Henk Kamp schreef in een reactie dat dit wettelijk niet mogelijk was en dat ouders privaatrechtelijk het gastouderbureau aansprakelijk konden stellen. Het gastouderbureau was op dat moment echter al een halfjaar failliet.
De interpretatie dat alles terugbetaald moest worden bij fouten, ook al was dat op aanraden van het gastouderbureau, volgde volgens de Belastingdienst uit de wet. De Belastingdienst vroeg in 2009 advies hierover aan de landsadvocaat, Bert-Jan Houtzagers, die alles terugvorderen 'pleitbaar' noemde. Hij maande wel tot bedachtzaamheid en weging van de individuele feiten en omstandigheden. De Belastingdienst ging op aanwijzing van hogerhand, het ministerie van Sociale Zaken en Werkgelegenheid, echter door met volledige terugvordering. In de maatschappij en Tweede Kamer bestond in het algemeen een breed draagvlak voor een strenge aanpak van uitkeringsfraude en een strikt terugvorderingsbeleid.
De ouders van De Appelbloesem gingen tegen de terugvordering in beroep, maar kregen ongelijk bij de Afdeling bestuursrechtspraak Raad van State in 2012. Deze uitspraak bevestigde dat volledig terugvorderen bestuursrechtelijk door de beugel kon. Door het ministerie van Financiën, Sociale Zaken en Werkgelegenheid, onder leiding van CDA-minister De Jager, en de Belastingdienst als uitvoerder, werd dit echter geïnterpreteerd als dat het zou moeten. Uiteindelijk bevestigde een uitspraak van de Afdeling Raad van State in juni 2016 dat terugvorderen op grond van de bestaande wet- en regelgeving en het door de minister uitgezette beleidskader, moest.

### 'Bulgarenfraude'

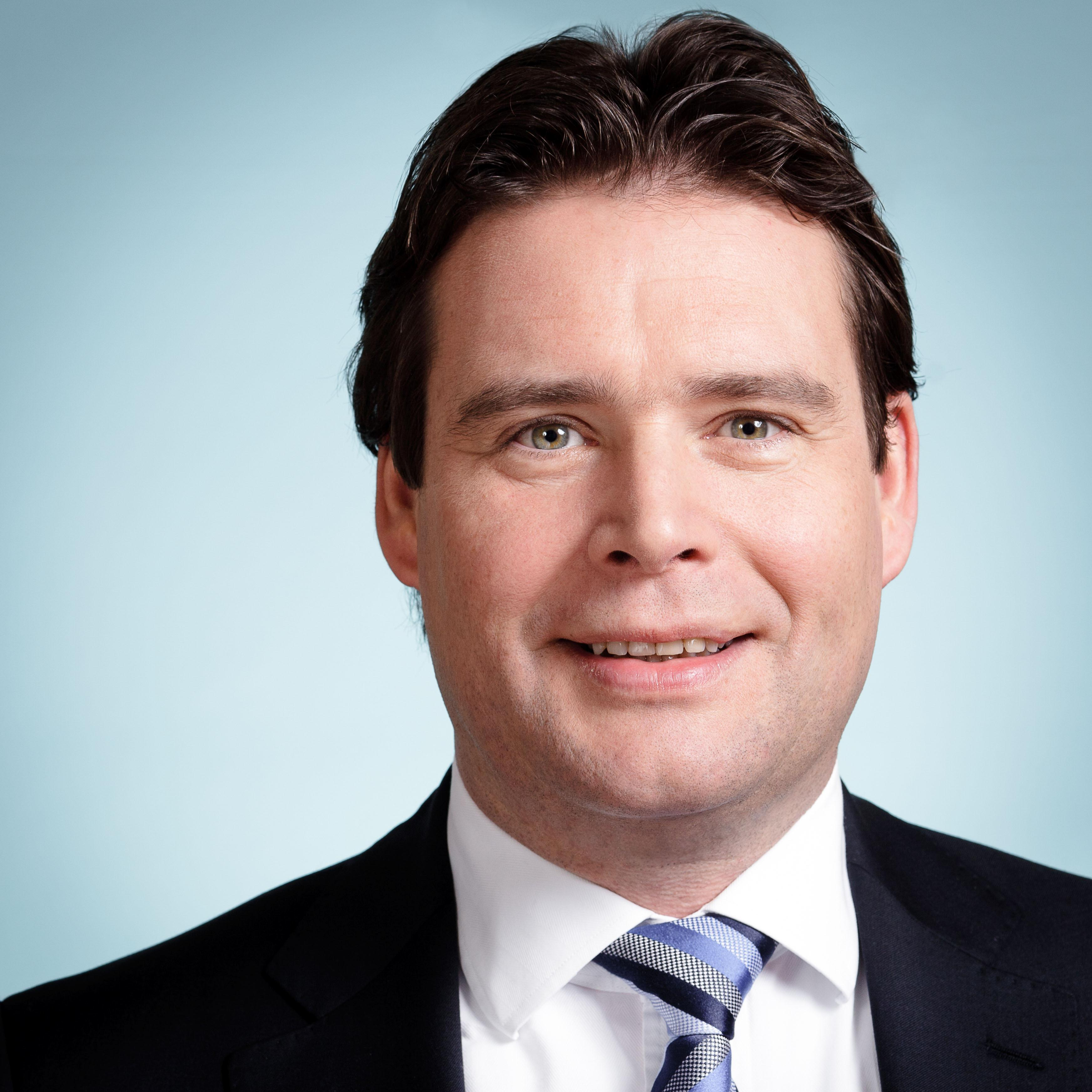
Staatssecretaris van Financiën Frans Weekers (2010-2014)

In april 2013 brachten afzonderlijk RTL Nieuws en Brandpunt naar buiten dat een groep Bulgaren misbruik maakte van het Nederlandse toeslagensysteem. Een bende moedigde Bulgaren aan zich kort in te schrijven in Nederland en met terugwerkende kracht € 6000-8000 zorg- en huurtoeslag aan te vragen. Doordat de Belastingdienst toentertijd pas na uitbetaling controleerde, waren de Bulgaren al weg wanneer de Belastingdienst de onterechte uitbetaling opmerkte.
Inmiddels zat het CDA in de oppositie. De Tweede Kamer zette onder leiding van Pieter Omtzigt  VVD-staatssecretaris Weekers zwaar onder druk om maatregelen te nemen. Er liep al een strafrechtelijk onderzoek maar dat werd onvoldoende geacht. De zaak kreeg in de pers het stempel "Bulgarenfraude" en RTL kopte: 'Grootschalige fraude Bulgaren met toeslagen', waardoor de algemene indruk ontstond dat het om hoge aantallen ging. Een journalist van de Volkskrant, die destijds veel over uitkeringen en fraude schreef merkte naderhand op: "Dan lijkt het alsof alle Bulgaren frauderen, maar dat was niet zo. Het ging maar om een kleine groep criminelen en het meeste geld was binnen een jaar weer terug uit Bulgarije." Daarnaast kwamen er andere verhalen over  toeslagenfraude de wereld in en nam de pers zonder eigen onderzoek, een door de Abvakabo FNV genoemd bedrag over, dat de totale toeslagenfraude anderhalf miljard euro bedroeg. De vakbond had geen bron gegeven voor deze berekening, die achteraf onjuist bleek te zijn. Tijdens het debat in de Tweede Kamer over de fraude door Bulgaren, zwichtte staatssecretaris Frans Weekers voor druk uit de Kamer en ging mee met het verzoek voor strengere fraudebestrijding. Hij waarschuwde wel dat "de goeden onder de kwaden zullen lijden". Uiteindelijk overleefde Weekers een motie van wantrouwen van Omtzigt waar, op SGP en ChristenUnie na, alle oppositiepartijen voor stemden.

#### Aanvullende maatregelen
In oktober 2012 was onder regie van VVD-minister Henk Kamp de Wet aanpak fraude toeslagen en fiscaliteit (Fraudewet) ingevoerd, waarvan het ontwerp door het voorgaande kabinet-Rutte I op weg was gebracht. Om gehoor te geven aan de wens van de Tweede Kamer voor meer fraudebestrijding, formeerden de Belastingdienst en het ministerie van Financiën op 28 mei 2013 het Managementteam Fraude, bestaande uit topambtenaren. Dit tegen de achtergrond dat Pieter Omtzigt vanuit de oppositie een 'keiharde aanpak' eiste en de onafhankelijke pers en de publieke opinie in alle toonaarden van schande sprak. Het team, dat de opdracht kreeg meer de aandacht op fraudebestrijding te vestigen, richtte datzelfde jaar het Combiteam Aanpak Facilitators (CAF) op. Met facilitators werden personen of instellingen bedoeld die (vermoedelijk) fraude faciliteren, in het geval van kinderopvangtoeslag waren dit gastouderbureaus. Vervolgens deed het CAF dan onderzoek naar de toeslagaanvragers die hieraan verbonden waren. Ook werd in juni 2013 de ministeriële commissie Aanpak Fraude opgericht onder leiding van minister-president Mark Rutte, die tot en met 2015 zou bestaan. In deze commissie werden een aantal uitgangspunten opgesteld voor fraudebestrijding door de Rijksoverheid.
Deze maatregelen kwamen boven op afspraken uit het regeerakkoord van kabinet-Rutte I in 2010. Zo mochten toeslagen niet langer met terugwerkende kracht aangevraagd worden. Ook mochten ontvangers voortaan nog slechts één bankrekeningnummer opgeven voor het ontvangen van toeslagen. Gevolgen van inwerkingtreding van de Fraudewet: een tv-reportage over frauderende Bulgaren, waar een persoon met twee Nederlandse pinpassen zwaaide en een motie van wantrouwen gericht tegen Weekers die de druk hoog opvoerde. De invoering van de laatste maatregel leidde tot problemen, waarbij ruim 100.000 mensen hun toeslagen niet tijdig ontvingen. Vanwege deze problemen trad Weekers uiteindelijk op 29 januari 2014 af en werd opgevolgd door Eric Wiebes.
Hoewel de Algemene Rekenkamer in deze periode toejuichte dat de fraudebestrijding meer aandacht kreeg, wees de Rekenkamer op de beperkte middelen van de Belastingdienst. Verder wees het op de inherente fraudegevoeligheid van de wetgeving, waar regering en volksvertegenwoordiging, en in de praktijk het ministerie van Sociale Zaken en Werkgelegenheid, verantwoordelijk voor was. Nationale ombudsman Alex Brenninkmeijer stelde dat de fraudemaatregelen onnodig en disproportioneel waren, omdat de hoeveelheid fraude meeviel en "het systeem op zich goed werkte".

## CAF 11-zaak
Centraal in de toeslagenaffaire is de CAF 11 Hawaii-zaak komen te staan. Hoewel dit niet het eerste geval was waarin de problematiek zichtbaar werd, was dit de zaak die bij een breder publiek voor een omslag in het denken zorgde, over de manier waarop de toeslagenregels werden uitgevoerd. Langzaam kwam er oog voor de onrechtvaardige gevolgen daarvan bij getroffen gezinnen. CAF 11 Hawaii was het elfde onderzoek van het CAF, gericht op het gastouderbureau Dadim in Eindhoven. In september 2013 kwam er een melding binnen van GGD Haaglanden bij de Belastingdienst dat er mogelijk iets niet klopte met de administratie van een gastouder. De Belastingdienst merkte het gastouderbureau vervolgens in oktober 2013 aan met het vermoeden van fraude. Naar aanleiding hiervan werden in november 2013 in naam van de Belastingdienst zestien huisbezoeken afgelegd, waarbij diverse onregelmatigheden werden aangetroffen. Op 21 mei 2014 controleerden inspecteurs ook de administratie van Dadim, waarna zij concludeerden dat de administratie niet op orde was.
Tussen april en juli 2014 besloot de Belastingdienst de toeslagen van aangesloten ouders per 1 september stop te zetten en hen aan te merken als een "verhoogd risico" op fraude. Veel ouders kwamen in de problemen doordat zij daardoor de kinderopvang niet meer konden betalen. Sommigen moesten daarom noodgedwongen de opvang beëindigen. Door de aanmerking "verhoogd risico" moesten ouders stukken aanleveren om te bewijzen dat zij recht hadden op de toeslag, maar de Belastingdienst maakte niet duidelijk welke bewijsstukken ontbraken. De Belastingdienst oordeelde dat de meeste ouders de kinderopvangtoeslag van het jaar 2014 en in sommige gevallen ook 2013 en 2012 moesten terugbetalen. Na afwijzing dienden uiteindelijk 247 aangesloten ouders een bezwaarschrift in.

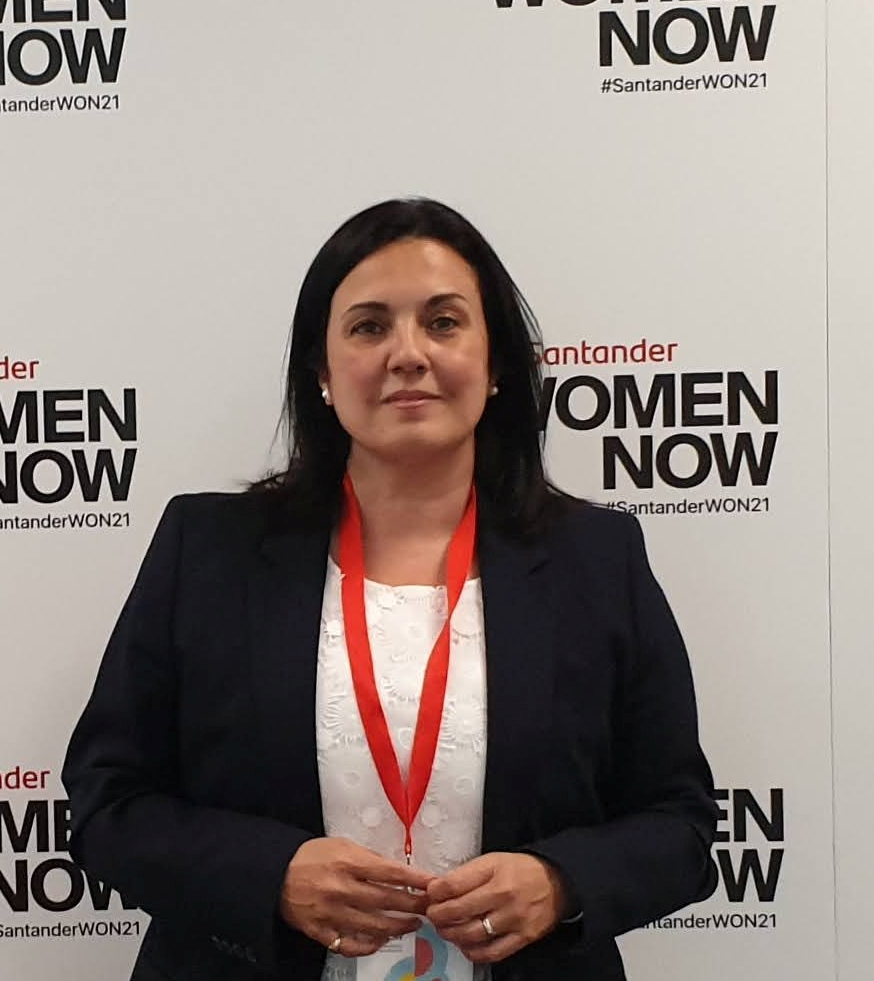
Advocate Eva González Pérez

De afhandeling van deze bezwaarschriften duurde vijftien maanden in plaats van de wettelijk voorgeschreven zes weken. Achteraf bleek dat de medewerkers van de Belastingdienst in deze periode de ouders vooringenomen behandelden. In februari 2016 diende daarom advocaat Eva González Pérez, die een grote groep ouders bijstond en tevens echtgenote was van de eigenaar van Dadim, een klacht in bij de Belastingdienst. In juni 2016 vond een gesprek plaats tussen González Pérez, de eigenaar van Dadim en de Belastingdienst. De eigenaar uitte in dit gesprek het vermoeden dat er sprake was van etnisch profileren, omdat bijna alle ouders een tweede nationaliteit hebben, wat de Belastingdienst ontkende. De Belastingdienst beloofde beterschap bij de afhandeling en 120 van de 247 bezwaren werden (deels) gegrond verklaard.
Ouders van wie de bezwaren afgewezen waren, spanden in totaal 116 rechtszaken aan. Bij de Raad van State kreeg González Pérez in maart 2017, in een zaak ook in het door de Belastingdienst aangespannen hoger beroep, gelijk. Het ging hierbij om een ouder die na stopzetting van toeslagen de kinderopvang niet meer kon betalen, maar om die reden de toeslag van het hele jaar moest terugbetalen. Ook oordeelde de Raad van State dat het groepsgewijs stopzetten van toeslagen, zoals gebeurd was bij CAF 11, niet mocht.
Interne jurist Sandra Palmen van de afdeling Toeslagen zei op basis van deze uitspraak dat de Belastingdienst laakbaar gehandeld had. Ze concludeerde dat onjuiste rechtsgronden, onzorgvuldigheid en "schenden van diverse rechtsbeginselen" de inhoudelijk sterke zaak deden kantelen. Daarom adviseerde zij in een memo om niet verder te procederen en een vorm van compensatie te bieden, maar dit werd niet overgenomen door het managementteam.
Na deze uitspraak vond er wederom overleg plaats tussen de Belastingdienst en González Pérez. Dit leidde echter niet tot een oplossing, waarna de rechtszaken voortgezet werden. Van de 116 rechtszaken werden er tien (deels) gegrond verklaard en deze bleven in overgrote meerderheid van de 43 hogere beroepen overeind. De ouders moesten uiteindelijk 539 van de 790 toeslagjaren terugbetalen, van gemiddeld 5.500 euro. De ouders kregen een betalingsregeling, behalve bij 35 ouders waar de Belastingdienst 'Opzet/Grote schuld' vaststelde.

## Onthullingen

### Berichten over CAF 11
Eva González Pérez had al in 2015 de Nationale ombudsman gevraagd onderzoek te doen naar de CAF 11-zaak. González Pérez was er ook in 2016 achter gekomen dat de Belastingdienst een bestand bijhield met tweede nationaliteiten. In 2017 vroeg González Pérez daarom ook de Autoriteit Persoonsgegevens (AP) om onderzoek te doen naar etnisch profileren bij de Belastingdienst. Ze kreeg echter in juli 2017 te horen dat dit niet in behandeling werd genomen, omdat de directeur van de Belastingdienst zei dat hier geen sprake van was. Daarnaast schakelde ze ook de hulp in van CDA-Kamerlid Pieter Omtzigt, die kort voor publicatie van het ombudsmanrapport Kamervragen stelde over de zaak. Later raakte ook SP-Kamerlid Renske Leijten hierbij betrokken. In 2018 begon Trouw en in 2019 in samenwerking met RTL Nieuws te publiceren over deze zaak.
Op 9 augustus 2017 publiceerde de ombudsman het rapport Geen powerplay maar fair play over de CAF 11 Hawaii-zaak. De ombudsman bekritiseerde de onevenredig harde aanpak van de ouders. In het bijzonder de onduidelijkheid over de bewijsstukken, de lange bezwaarprocedures en de stopzettingen voordat onderzoek voltooid was. Hij eiste excuses en deed de aanbeveling over te gaan tot compensatie. Hij vroeg om alle andere ouders ook langs de lat van de uitspraak van maart 2017 te leggen, waarna bleek dat vijf ouders net zo waren behandeld. De publicatie van dit rapport kreeg in de landelijke media-aandacht.
In mei 2018 vroeg Omtzigt naar een rapport van een intern onderzoek over CAF 11, waarop Snel antwoordde dat dit niet had plaatsgevonden. Enkele maanden later vroeg Omtzigt hier opnieuw om, ditmaal specificerend dat het om een evaluatierapport ging, waarop Snel dit aan de Kamer zond. Op basis van het rapport en een toen nog ongepubliceerde memo concludeerde Trouw dat de ouders bewust tegengewerkt werden. In de Tweede Kamer ontstond vervolgens ophef over het vermeende achterhouden van het rapport en de memo, die de Belastingdienst pas vond na publicatie van Trouw.
Tijdens rechtszaken in september 2018 betoogde González Pérez dat de Belastingdienst telefoonnotities en een verslag van bevindingen, die zij van een klokkenluider had ontvangen, achterhield ondanks expliciete verzoeken deze te delen. De Belastingdienst beweerde dat deze notities voor intern gebruik waren en niet van toegevoegde waarde waren voor de toekenning van toeslagen.
Desalniettemin vroeg Snel de landsadvocaat om zich milder op te stellen in deze zaken. Mede door deze mildheid mocht een ouder in een hoger beroep bij de Raad van State in april 2019 een nieuwe berekening inbrengen, waardoor de onbetaalde eigen bijdrage nog maar € 115 in plaats van € 1.042 bedroeg. In tegenstelling tot eerdere uitspraken van rechtbanken en de Raad van State zelf, oordeelde de Raad van State nu dat het een "dusdanig klein verschil" bedroeg, dat niet de volledige kinderopvangtoeslag teruggevorderd hoefde te worden.
Hoewel de Autoriteit Persoonsgegevens twee jaar eerder nog afzag van onderzoek, startte zij in 2019 wel een onderzoek naar etnisch profileren bij Belastingdienst. Aanleiding hiervoor waren de eerdere klacht van González Pérez, de waarneming dat vrijwel alle gedupeerde ouders van Dadim een tweede nationaliteit hadden en een klacht van een gastouderbureau in Almere dat alleen de toeslagen van ouders van buitenlandse komaf stopgezet werden. In een reactie erkende de Belastingdienst dat ze de gegevens van de tweede nationaliteit nog onterecht hadden. Hoewel ze het niet volledig konden uitsluiten, stelden ze echter dat tweede nationaliteiten geen rol speelden bij fraudebestrijding. Volgens hen was het "meer gevolg dan oorzaak", omdat ouders met dezelfde tweede nationaliteit zich vaker aansloten bij hetzelfde gastouderbureau. In het geval van het Almeerse gastouderbureau bleek later dat ook toeslagen van ouders zonder buitenlandse komaf tegelijkertijd stopgezet waren. Interne stukken van de Belastingdienst spraken wel van "kennelijk selecteren op afkomst".
In juni 2019 nam de Belastingdienst disciplinaire maatregelen tegen de klokkenluider die documenten lekte aan González Pérez.

### Omvang blijkt groter
In 2019 ontstond het beeld dat de problemen met toeslagen groter waren dan alleen de CAF 11-zaak. In maart 2019 kondigde Snel daarom al een onderzoek door de Auditdienst Rijk (ADR) aan met als doel om te achterhalen of deze problematiek ook speelde bij andere zaken van het CAF. 8 juli 2019 berichtten ook Trouw en RTL Nieuws dat hoogstwaarschijnlijk duizenden vergelijkbaar gedupeerd waren. Belangenvereniging voor ouders in de kinderopvang (BOinK) drong aan om ook te kijken naar eerdere zaken, waarvoor BOinK al sinds 2010 aandacht vroeg. Kort na de publicaties opende de SP een meldpunt voor gedupeerden om te inventariseren hoe groot de problemen waren. Op basis van 280 klachten overhandigde de SP een zwartboek op 28 augustus 2019 aan staatssecretaris Menno Snel.

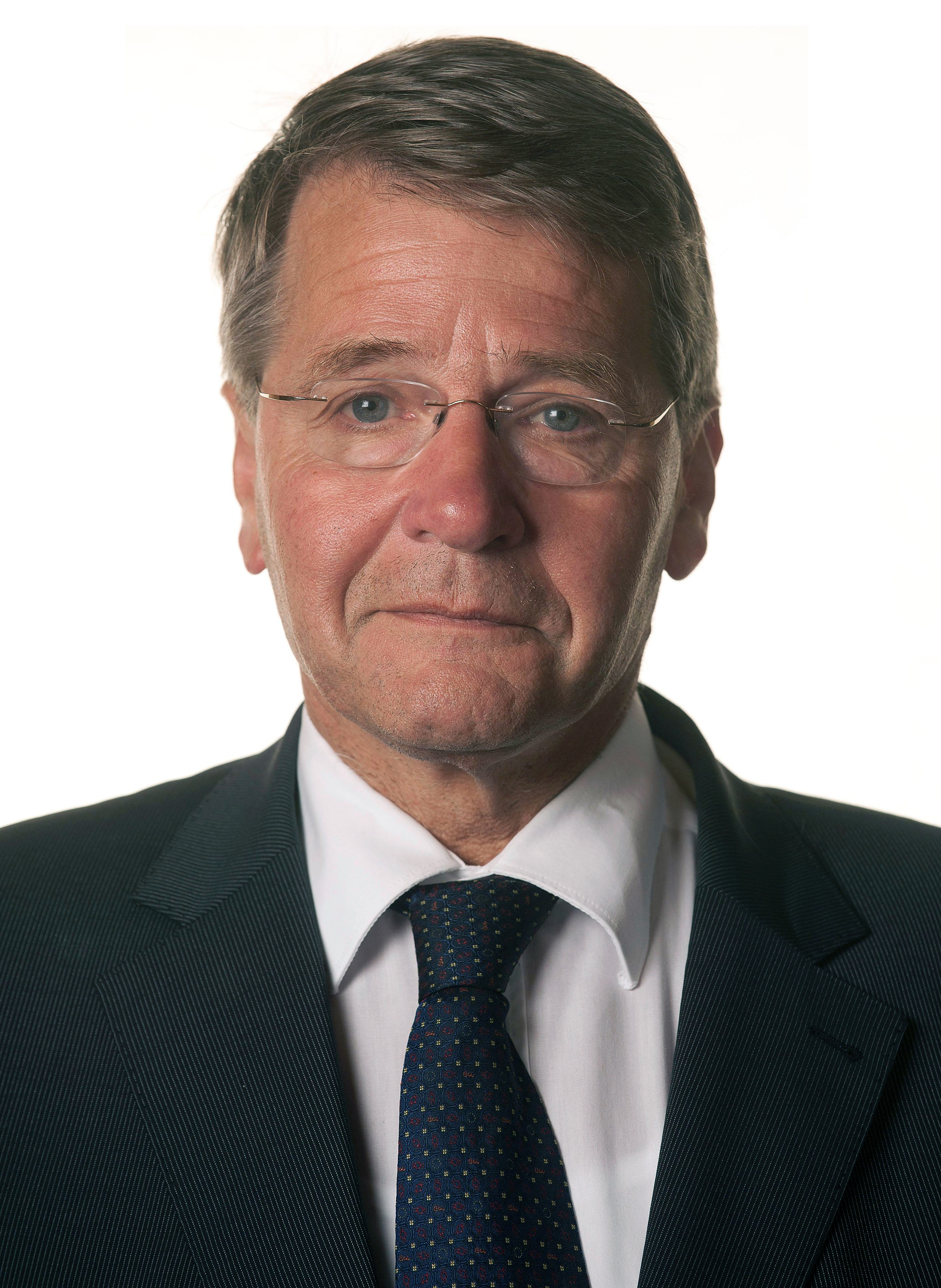
Piet Hein Donner

Op 1 juli 2019 had Snel een "Adviescommissie uitvoering Toeslagen" ingesteld. Voormalig vicepresident van de Raad van State Piet Hein Donner was de voorzitter, waardoor ze de bijnaam commissie-Donner kreeg. Verder bestond de commissie uit Willemien den Ouden en oud-staatssecretaris Jetta Klijnsma. Deze commissie had als taak advies uit te brengen over de wijze waarop de toeslagen beter kunnen en te beoordelen welke ruimte er is voor de afhandeling van de zaken in de toeslagenaffaire.
Nadat de Raad van State de Belastingdienst eerder in zaken gelijk had gegeven in hun strenge fraudeaanpak, kwam de Raad van State hier in oktober 2019 op terug. In tegenstelling tot eerdere uitspraken was de Raad van State van mening dat de Belastingdienst wel degelijk de beleidsvrijheid had om proportioneel terug te vorderen. Daarbij liet de Raad ook de mogelijkheid open om dit met terugwerkende kracht toe te passen.
In november 2019 stuurde ook een oud-medewerker een brandbrief naar de Tweede Kamer. Hij handelde van 2014 tot en met 2016 bezwaren bij de afdeling Invordering van Belastingdienst / Toeslagen af. In de brandbrief schreef hij dat ouders onterecht hard werden aangepakt en de rechtsbescherming niet in orde was. Ook schreef hij dat hij dit meerdere keren had gemeld bij zijn leidinggevende, waarna er met deze informatie niets was gedaan.
Na een vertraging van twee weken presenteerde de commissie-Donner een interim-rapport op 15 november 2019, dat alleen betrekking had op de CAF 11-zaak. Hierin leverden zij kritiek op de rechtspraak, Tweede Kamer en de Belastingdienst, die samen vormgaven aan wat zij "institutionele vooringenomenheid" noemden. Zij deed de aanbeveling over te gaan tot compensatie van de ouders in CAF 11. Gelijktijdig werden alle documenten omtrent CAF en Managementteam Fraude vrijgegeven. In deze documenten gebruikten medewerkers uitspraken als "afpakjesdag" en "license to disturb", wat wederom tot ophef leidde.
Na de publicatie van het Donner-rapport kwam de ministerraad op 15 november bijeen. De Kamer had in een vorig debat een feitenrelaas verzocht over welke ambtenaar wanneer onrechtmatig had gehandeld. Tijdens de ministerraad werd besloten dit niet te verstrekken, omdat volgens de raad "het handelen van betrokken ambtenaren niet tot in detail" geopenbaard hoeft te worden. Tijdens deze vergadering uitte minister Grapperhaus zijn zorgen of dit niet strijdig was met het recht op informatie van de Kamer.

### Aftreden staatssecretaris Snel

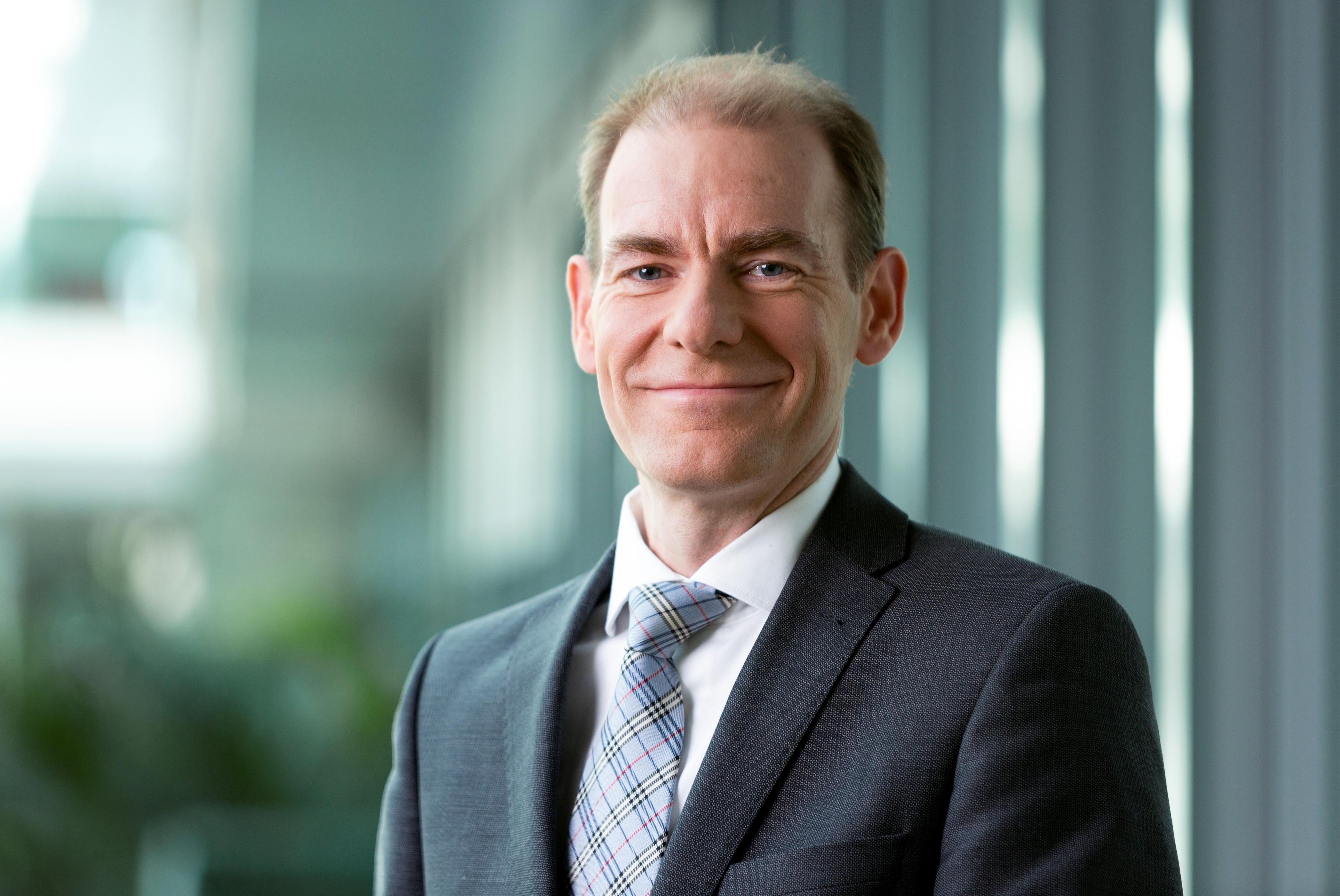
Staatssecretaris van Financiën Menno Snel (2017-2019)

Op 4 december 2019 werd in een debat vanwege de toeslagenaffaire een motie van wantrouwen tegen staatssecretaris van Snel ingediend. Hij overleefde de motie met de steun van de coalitiepartijen en de oppositiepartijen GroenLinks, SGP en de eenmansfractie Van Haga.
Leijten was enkele weken voor dat debat met een groep gedupeerde ouders naar een belastingkantoor gegaan om de dossiers op te vragen en uit te zoeken waarom ze aangemerkt waren als fraudeur. Een woordvoerder van het ministerie van Financiën zegde dit toe en de ouders ontvingen hun dossiers op 10 december. De dossiers bevatten alle stukken die ook maar beetje betrekking hadden op die ouder; informatie over medewerkers of andere ouders werden om privacyredenen weggelakt. De hoeveelheid zwartgelakte passages leidde tot ophef, onder de hashtag #afplakjesdag. Ook was er onvrede over dat de dossiers geen antwoord gaven op de vraag waarom zoveel terugbetaald moest worden. De woordvoerder had hier al eerder voor gewaarschuwd, omdat daarvoor gekeken moest worden naar de wet en uitspraken van de Raad van State.
Gelijktijdig met #afplakjesdag werd bekend dat de Belastingdienst nog tot juli 2019 onterecht kinderopvangtoeslagen stopzette, terwijl Snel had gezegd dat dit in 2016 was gestopt. Toen GroenLinks voor het debat op 18 december 2019 meedeelde niet langer tegen een motie van wantrouwen te stemmen, stapte Snel tijdens dit debat op. Bij zijn aftreden waarschuwde hij: "Er moet politiek ruimte blijven om fouten te maken, want echt, die zullen komen". Hij werd opgevolgd door twee staatssecretarissen; Alexandra van Huffelen en Hans Vijlbrief (beiden D66). Van Huffelen werd verantwoordelijk voor de afdelingen Douane en Toeslagen van de Belastingdienst en daarmee voor de afwikkeling van de toeslagenaffaire.

### Rapporten
Op 12 maart 2020 presenteerde de commissie Donner haar eindrapport, Omzien in verwondering 2. Hierin deed de commissie de aanbeveling de ingestelde compensatieregeling voor de circa 300 slachtoffers uit te breiden naar andere ouders die "institutioneel vooringenomen zijn behandeld".
Er kwam ook kritiek op de bevindingen in dit rapport. Zo werd de commissie verweten niet kritisch genoeg te zijn geweest op de rol van de Raad van State, waar Donner zelf toentertijd vicepresident van was. Ook werd de commissie verweten politici buiten schot te houden, in het bijzonder Asscher. Zo concludeerde Follow the Money dat de commissie Donner conclusies trok in strijd met het eigen onderzoek.
Ook werden er kanttekeningen geplaatst bij de stelling van de commissie-Donner dat de belastingambtenaren geen inbreuk hadden gemaakt op de procedures van hun dienst en zij geen wetsovertredingen gepleegd hadden. De ondervragingscommissie stelde namelijk dat de werkwijze in strijd was met de beginselen van behoorlijk bestuur, die zorgvuldigheid en evenredigheid vereisen. Daarnaast had de Raad van State in 2017 al gesteld dat er geen wettelijke basis was voor stopzetting van toeslagen zonder onderzoek.
In juli 2020 overhandigde ook AP-voorzitter Aleid Wolfsen het rapport aan Van Huffelen. De AP beschreef de werkwijze van de Belastingdienst als onrechtmatig, discriminerend en onbehoorlijk. Specifiek vond de AP drie overtredingen; het verwerken van dubbele nationaliteit, het gebruiken van eerste nationaliteit voor risico-classificatiemodellen en het gebruiken van eerste nationaliteit voor opsporing van georganiseerde misdaad. De AP kwam tot de conclusie dat nationaliteit in deze context geen blijk gaf van ras of etnische afkomst en er daarom geen sprake was van etnisch profileren. De AP vond alleen bewijs van extra controle op basis van tweede nationaliteit bij Bulgaarse toeslagaanvragers in 2014, vlak na de Bulgarenfraude.
De AP beschreef ook in het rapport dat ze tegengewerkt werd door de Belastingdienst. Naar aanleiding van dit rapport kreeg de Belastingdienst in december 2021 een boete van 2,75 miljoen euro opgelegd door de AP.

### Parlementaire ondervragingscommissie
In juli 2020 werd de Parlementaire ondervragingscommissie Kinderopvangtoeslag ingesteld. Doel van deze commissie was uitvinden in hoeverre bewindspersonen op de hoogte waren van de toeslagenaffaire en waarom het tot 2019 duurde voordat dit erkend werd. De commissie verhoorde in november 2020 diverse betrokkenen, waaronder (voormalige) topambtenaren en bewindslieden. De commissie presenteerde haar rapport Ongekend Onrecht in december 2020. Daarin uitte de commissie kritiek op de Belastingdienst, het ministerie van Sociale Zaken, het kabinet, de Raad van State en de Tweede Kamer zelf.
Op basis van het rapport trok voormalig minister van Sociale Zaken en Werkgelegenheid Lodewijk Asscher zich op 14 januari 2021 terug als PvdA-lijsttrekker. Een dag later besloot ook het kabinet-Rutte III af te treden. Minister van Economische Zaken en Klimaat Eric Wiebes stapte daarnaast per direct op. Tevens kondigde het kabinet maatregelen aan om een toeslagenaffaire in de toekomst te voorkomen en verruimde het kabinet de compensatieregeling.

### Vervolgonderzoek
Op 3 februari 2022 werd de Parlementaire enquête Fraudebeleid en Dienstverlening ingesteld die onderzoek doet naar de dienstverlening, handhaving en fraudebestrijding bij overheidsdiensten. Aanleiding hiervoor was de toeslagenaffaire en de vragen die overbleven na de parlementaire ondervragingscommissie Kinderopvangtoeslag.

## Gevolgen

### Reacties
Ook kinderombudsman Margrite Kalverboer reageerde op de toeslagenaffaire. Door het niet meewegen van de belangen van de kinderen handelde de Belastingdienst volgens de kinderombudsman in strijd met het Verdrag inzake de rechten van het kind.
Op basis van het rapport van de Autoriteit Persoonsgegevens en rapport van de parlementaire ondervragingscommissie publiceerde Amnesty International in oktober 2021 een eigen rapport waarin zij concludeerde dat er wel sprake was van etnisch profileren bij de toeslagenaffaire.

### Slachtoffers
De gevolgen voor gedupeerde ouders varieerden sterk. De geschatte mediaan van de geleden schade was € 30.000, maar er waren gevallen bekend uiteenlopend van € 87 tot meer dan € 150.000.
Naast financiële schade hadden sommige gedupeerde ouders ook last van persoonlijke en/of psychische problemen. Door schulden verloren gedupeerde ouders hun huis of door de stress hun baan. Eén ouder pleegde zelfmoord vanwege terugvorderingen van tienduizenden euro's. Volgens belangenorganisatie Boink vertrokken sommige gedupeerde ouders ook naar het buitenland. Om gedupeerde ouders met dit soort problemen bij te staan, vroeg Van Huffelen Slachtofferhulp om hulp. Daarnaast kregen gedupeerden extra hulp vanuit de gemeenten. Het kabinet heeft medegedeeld nog op zoek te zijn naar oplossingen voor ouders die hun huis of baan hierdoor kwijt zijn geraakt of kampen met psychische problemen.
Naast de gedupeerde ouders zijn er naar schatting 70.000 kinderen van deze ouders getroffen. Ruim 2.090 kinderen van gedupeerde ouders zijn tussen 2015 en juni 2022 uit huis geplaatst volgens het Centraal Bureau voor de Statistiek (CBS). Het percentage lag hoger dan gemiddeld, maar gecompenseerd voor elf kenmerken die invloed hadden op de kans om in aanraking te komen met jeugdbescherming, zoals inkomen en migratieachtergrond, was er geen significant verschil tussen gedupeerden en vergelijkbare groepen.
Sommige eigenaren van gastouderbureaus kwamen ook in de problemen. Zij liepen door geldnood van ouders omzet mis of besloten afstand te doen van hun bureau. Door overleg en rechtszaken proberen meerdere gastouderbureaus ook een compensatie te krijgen.

### Compensatie

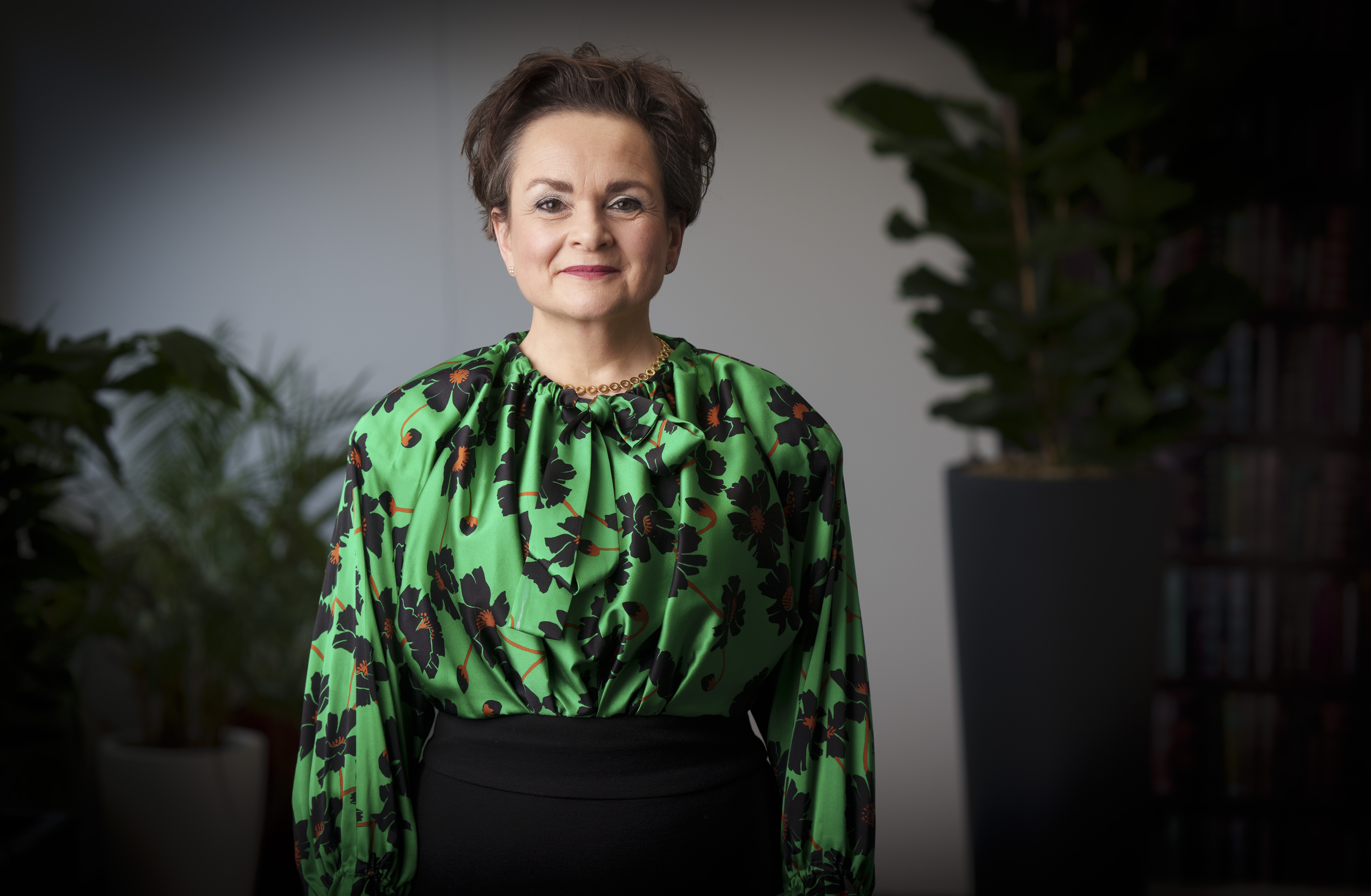
Staatssecretaris van Financiën Alexandra van Huffelen (2020-2022)

Al in juni 2019 wilde Snel overgaan tot compensatie van gedupeerde ouders in de CAF 11-zaak. Het kabinet vreesde echter precedentwerking en besloot het rapport van de commissie-Donner af te wachten. Ook wilden zowel het ministerie van Sociale Zaken en Werkgelegenheid als het ministerie van Financiën dat de ander de compensatie zou betalen. Uiteindelijk kregen de ouders in de CAF 11-zaak compensatie in december 2019.
De commissie-Donner kwam in maart 2020 met aanbevelingen voor de compensatie van gedupeerde ouders waar sprake was van institutionele vooringenomenheid. Dit zou zich beperken tot "1.800, maar vermoedelijk minder personen".
Een dag daarna kwam staatssecretaris Van Huffelen met een uitgebreidere compensatieregeling ter waarde van een half miljard euro, waar ook ouders onder vielen bij wie geen sprake was geweest van institutionele vooringenomenheid. Voor de compensatie was een wetswijziging nodig en werd er een speciale afdeling, Uitvoeringsorganisatie Herstel Toeslagen, in het leven geroepen. Omdat de uitbetaling van compensatie traag verliep, drong de SP succesvol aan op een kerstuitkering van € 750, die in december 2020 uitbetaald werd aan ongeveer 16.000 gedupeerde ouders.
Naar aanleiding van het rapport van de ondervragingscommissie kondigde Van Huffelen op 22 december 2020 de Catshuisregeling aan. Dit hield in dat alle gedupeerde ouders een compensatie van € 30.000 krijgen, de geschatte mediane geleden schade. Dit zou plaatsvinden binnen vier maanden, waarvoor de hersteloperatie uitgebreid werd. Ouders van wie de schade hoger lag dan € 30.000, kunnen aanspraak maken op een hogere vergoeding bij de daarvoor ingestelde Commissie Werkelijke Schade.
Tot onvrede van de Beroepsvereniging Bewindvoerders Wsnp (BBW) deelde de Belastingdienst mee € 20.000 van dit bedrag te zullen innen voor zover er sprake was van een belastingschuld. Na deze ophef kondigde Van Huffelen aan de € 750 miljoen aan schulden van gedupeerde ouders bij de Belastingdienst en publieke instellingen kwijt te schelden. Nadat private schuldeisers een oproep van Van Huffelen om ook schulden kwijt te schelden negeerden, besloot Van Huffelen in april en mei 2021 op aandringen van de Tweede Kamer die schulden ook over te nemen.
De 70.000 kinderen van gedupeerde ouders krijgen, afhankelijk van leeftijd, tussen 2.000 en 10.000 euro compensatie. 8.000 ex-partners van gedupeerde ouders, die daarmee niet vielen onder de '30.000-regeling', krijgen 10.000 euro en komen in aanmerking voor Commissie Werkelijke Schade. De 20.000 gedupeerden met andere toeslagen krijgen het onterecht gevorderde bedrag terug plus 30% compensatie.
Het compensatietraject verliep niet zonder problemen. Honderden ouders kregen een onterechte afwijzing voor de compensatie, omdat de Belastingdienst niet de informatie van voor 2012 had meegenomen in de lichte toets. Ook deelde de Belastingdienst met deurwaarders een onjuiste lijst van ouders waar na een aflossingspauze schulden weer geïnd mochten worden. De Nationale Ombudsman klaagde in oktober 2021 over de trage afhandeling, waarbij de wettelijke termijnen werden overschreden. De Raad van State noemde diezelfde maand de afhandeling traag, complex en leidend tot ongelijkheid.
Om het compensatietraject te versnellen, werd slechts licht getoetst op het recht op schadevergoeding. Daarom achtte Van Huffelen het waarschijnlijk dat ook frauderende ouders een schadevergoeding ontvingen. Zo ontvingen ook betrokkenen bij de Bulgarenfraude en frauderende ouders bij De Appelbloesem compensatie.
Anno 2024 zijn er veel erkende slachtoffers die dus de €30.000 ontvangen hebben, maar bezwaar hebben gemaakt tegen de beslissing dat ze niet nog meer krijgen, of vinden dat ze te weinig extra krijgen, of omdat de beslissing gebrekkig gemotiveerd is, of ze hun dossier willen inzien. Hierdoor lukt het UHT niet hierop tijdig uitspraak te doen, waardoor de UHT dwangsommen moet betalen. Om dit op te lossen is deze slachtoffers een schikking aangeboden, waarbij ze € 5000 krijgen als ze hun bezwaar intrekken met een 'vaststellingsovereenkomst intrekken bezwaar integrale beoordeling', waarbij de beslissing waar ze bezwaar tegen maakten definitief wordt.

### Strafrechtelijk

#### Aangiften tegen Belastingdienst
Op 28 november 2019 lieten Kamerleden Leijten, Omtzigt en Farid Azarkan de juridische ondersteuning van de vaste Kamercommissie voor Financiën de mogelijkheden voor strafvervolging van staatssecretaris Snel en zijn ambtenaren onderzoeken. Rond diezelfde tijd was er ook binnen de ambtenarij van de Belastingdienst een roep naar disciplinaire en strafrechtelijke maatregelen tegen betrokken leidinggevenden. Na het opstappen van Snel gaf minister Hoekstra te kennen geen aanwijzingen te zien van strafbaar handelen door de Belastingdienst. Op aandringen van de Tweede Kamer besloot Hoekstra toch een extern bureau te vragen de informatie nog eens te beoordelen op strafbaarheid. Op basis van dit onderzoek deed het ministerie van Financiën op 19 mei 2020 alsnog aangifte tegen de Belastingdienst met betrekking tot het ambtsmisdrijf knevelarij en beroepsmatige discriminatie in de periode van 2013-2017.
Op 7 januari 2021 maakte het OM bekend niet over te gaan tot strafrechtelijk onderzoek, omdat het na een beoordeling niet kwam tot een strafrechtelijke verdenking. Het OM wees ook op de strafrechtelijke immuniteit van de Belastingdienst als onderdeel van de Staat, waar ook diens ambtenaren onder vallen die het voorgeschreven beleid uitvoerden. Het OM stelde dat de foutieve behandeling van de ouders te wijten was aan bestuurlijke en politieke keuzes, waarvoor verantwoording afleggen thuishoort in het politieke domein. Met een artikel 12-procedure probeerden verschillende advocaten van gedupeerde ouders het OM te dwingen toch over te gaan tot strafrechtelijke vervolging, maar dit werd door het gerechtshof afgewezen.

#### Aangiften tegen bewindslieden
Twintig gedupeerde ouders deden op 12 januari 2021 aangifte tegen betrokken bewindslieden Van Ark, Hoekstra, Wiebes, Snel en Asscher. Volgens hen hadden deze bewindslieden zich schuldig gemaakt aan een ambtsmisdrijf en nalatigheid. Op 3 februari 2021 volgde ook een aangifte door tachtig gedupeerde ouders tegen Mark Rutte. Procureur-generaal bij de Hoge Raad Jos Silvis, verantwoordelijk voor vervolging van (voormalige) bewindslieden, gaf het advies niet over te gaan tot vervolging. Volgens hem waren er geen aanknopingspunten voor strafrechtelijk onderzoek. Minister van Justitie en Veiligheid Ferd Grapperhaus nam namens de regering dit advies over.

#### Overige
D66-Europarlementariër Samira Rafaela verzocht in februari 2021 de Europese Commissie een strafprocedure te starten tegen Nederland. Volgens haar was er in de toeslagenaffaire sprake van institutioneel racisme strijdig met Europese wetten en verdragen.
Na het lekken van notulen van de ministerraad in april 2021 besloot het kabinet aangifte te doen van het lekken van staatsgeheime (zeer geheime) documenten. De rijksrecherche vond echter onvoldoende bewijs om over te gaan tot vervolging. Volgens PVV-leider Geert Wilders bleek uit deze notulen dat het kabinet bewust en onterecht documenten achterhield voor de Tweede Kamer. Daarom verzocht Wilders de voorzitter van de Tweede Kamer om het kabinet strafrechtelijk te vervolgen. Het verzoek werd door een Kamermeerderheid verworpen.
In een reconstructie concludeerden RTL Nieuws en Trouw in juni 2021 dat drie (oud-)topambtenaren wisten van de memo Palmen, terwijl ze tijdens hun parlementaire ondervragingscommissie dit hadden ontkend. Meerdere advocaten die gedupeerde ouders bijstonden besloten daarom tegen topambtenaren aangifte te doen wegens meineed, maar het OM concludeerde dat zij niet opzettelijk onjuist verklaard hadden.

### Belastingdienst

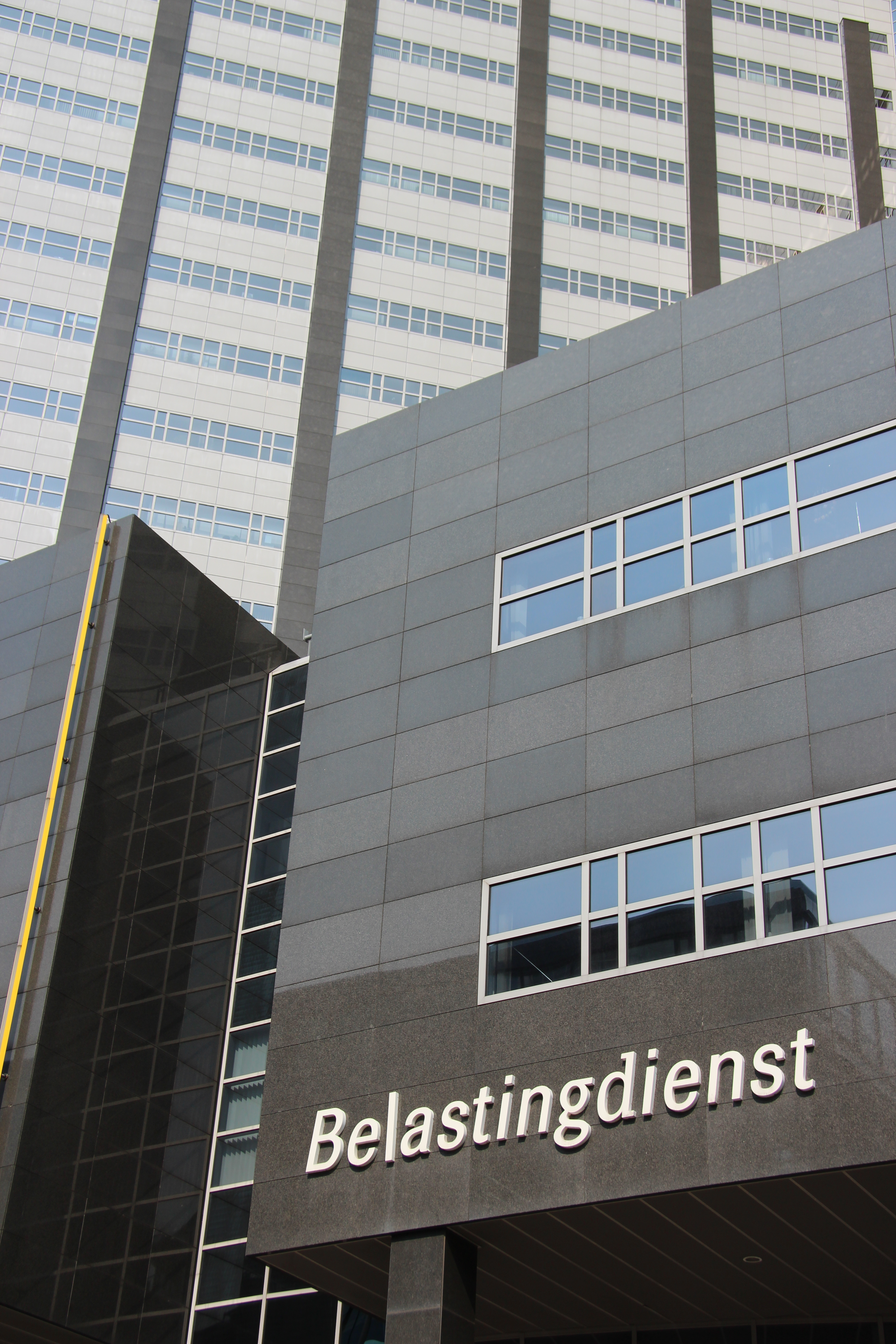
Kantoor van de Belastingdienst in Amsterdam

Naar aanleiding van de toeslagenaffaire vonden er verschillende veranderingen plaats binnen de Belastingdienst. Zo werd het werk van het CAF in 2020 stilgelegd. Minister Wopke Hoekstra besloot dat de afdelingen Toeslagen en Douane losgekoppeld werden van de rest van de Belastingdienst. Vanuit de Tweede Kamer en de medewerkers van de Belastingdienst kwam er kritiek op dit volgens hen overhaaste plan, in het bijzonder omdat de ICT-afdeling en bijbehorende systemen gedeeld worden door de drie afdelingen. De directeur-generaal van de Belastingdienst, Jaap Uijlenbroek, vertrok in januari 2020 na een verschil van inzicht met minister Hoekstra over deze 'ontvlechting'. Hiervoor kwamen nu drie nieuwe directeurs-generaal, één voor elke nu losgekoppelde afdeling. Ook het hoofd van de FIOD, Hans van der Vlist, die onderdeel uitmaakte van het Managementteam Fraude, stapte op verzoek van het ministerie op.
Uit een enquête van de FNV eind 2019 bleek dat de toeslagenaffaire bijdroeg aan een slechte werksfeer bij de Belastingdienst. De werksfeer werd verder onder druk gezet door de aangifte die Van Huffelen deed tegen de Belastingdienst en het gedwongen ontslag van de bij de Belastingdienst geliefde Van der Vlist. Meerdere keren kwamen ook berichten van medewerkers op het intranet van de Belastingdienst naar buiten, waarin onvrede geuit werd over de top van de Belastingdienst. Medewerkers van de Belastingdienst werden na de toeslagenaffaire ook vaker agressief bejegend en bedreigd. Ondanks de toeslagenaffaire bleef de Belastingdienst populair voor werkzoekenden, hoewel een vervanger voor Van der Vlist als directeur van de FIOD lange tijd niet lukte.
Op verzoek van de Tweede Kamer werden in maart 2020 twee raadspersonen aangesteld, bij wie medewerkers van de Belastingdienst melding konden maken van misstanden. In de tussenrapportage in november 2020 en eindrapportage in september 2021 gaven zij daarvan een overzicht. Zij beschreven daarin een vijandige sfeer waardoor medewerkers misstanden niet aankaartten. Anderzijds beklaagden ambtenaren zich over de "onjuiste beeldvorming over de Toeslagenaffaire" en over de overcompensatie, die in de toekomst wellicht als te ruimhartig of onrechtmatig gezien zou kunnen worden.

### Hervorming toeslagensysteem
Vanaf 2014 werd er gewerkt aan het hervormen van de kinderopvangtoeslag. Zo kwam het ministerie van Sociale Zaken en Werkgelegenheid met een plan om de toeslag niet langer over te maken naar de ouders, maar direct naar de opvangbureaus. Hiermee zou de uitvoering van deze toeslag overgeheveld worden van de Belastingdienst naar de Dienst Uitvoering Onderwijs. Dit werd gesteund door de ambtenaren van dit ministerie en aanvankelijk ook door staatssecretaris Van Ark. Staatssecretaris Snel was echter tegen de wijziging omdat er te veel risico's aan zouden zitten. Later keerde Van Ark zich ook tegen dit plan, onder andere door het gebrek aan politieke steun. Naar aanleiding van het onthullen van de toeslagenaffaire ontstond de hernieuwde wens om het toeslagensysteem te hervormen.

### Bestuursrecht
Op het handelen van de Afdeling bestuursrechtspraak van de Raad van State tijdens de toeslagenaffaire kwam kritiek. De Afdeling werd verweten te makkelijk de Belastingdienst te volgen en vast te houden aan de alles of niets-benadering. In november 2021 beschuldigde AP-voorzitter Aleid Wolfsen de Afdeling ook van medeplichtigheid aan discriminatie in de toeslagenaffaire, omdat zij niet op het disproportionele aantal slachtoffers met dubbele nationaliteit had gelet. Voorzitter van de Afdeling, Bart Jan van Ettekoven noemde deze beschuldiging onjuist. Na het rapport van de parlementaire ondervragingscommissie kondigde Van Ettekoven aan dat de Afdeling oude zaken zou doorlichten op disproportionele gevolgen voor burgers. Na een reflectieprogramma concludeerde de Afdeling in het rapport Lessen uit de kinderopvangtoeslagen:
De Afdeling bestuursrechtspraak [heeft] te lang vastgehouden aan de ‘alles-of-niets’-lijn. Zij had deze lijn eerder kunnen en moeten wijzigen. Door dat na te laten heeft de Afdeling bestuursrechtspraak ouders die daardoor in de problemen zijn gekomen, niet de rechtsbescherming geboden waar zij op mochten rekenen. Dat mag niet weer gebeuren. Hiervoor biedt zij dan ook haar excuses aan.
Ook het Landelijk Overleg Vakinhoud Bestuursrecht publiceerde een reflectie op het handelen van lagere bestuursrechters in de toeslagenaffaire. In dit rapport leverden ze kritiek op hun eigen handelwijze, maar wezen ook op de rol van de wetgever en de Afdeling. Volgens voorzitter van de Raad voor de rechtspraak Henk Naves mocht men in dit rapport excuses lezen. Familie- en jeugdrechters kondigden in oktober 2021 ook aan onderzoek te doen naar hun rol in de toeslagenaffaire.
Op verzoek van de Tweede Kamer deed de Commissie van Venetië na de toeslagenaffaire onderzoek naar de Nederlandse rechtsstaat. In het rapport deed de Commissie verschillende aanbevelingen, waarvan een groot deel al aangekondigd was door het kabinet na het aftreden. De Commissie schreef het volgende in de conclusie:
Over het algemeen is Nederland een goed functionerende staat met sterke democratische instituties en waarborgen voor de rechtsstaat. Hoewel de tekortkomingen in de bescherming van individuele rechten die aan het licht kwamen in de toeslagenaffaire inderdaad serieus en systemisch zijn en alle organen van de overheid betreffen, blijkt dat uiteindelijk de rechtsstaatmechanismen in Nederland hebben gewerkt.

### Politiek
71% van de burgers die meededen aan een peiling gepubliceerd in maart 2021 gaven aan dat hun vertrouwen in de overheid negatief is beïnvloed door de toeslagenaffaire en bijna twee derde kreeg daardoor ook minder vertrouwen in de politiek. Als reden voor gedaald politiek vertrouwen werd eveneens vaak de nasleep van de toeslagenaffaire genoemd bij een onderzoek van het Sociaal en Cultureel Planbureau in april 2021.
Ondanks dat het kabinet vlak voor de verkiezingen van 2021 vanwege de toeslagenaffaire aftrad, werd het geen thema in de campagne. Wel werd de grote hoeveelheid voorkeurstemmen op Renske Leijten (SP) en Pieter Omtzigt (CDA) toegeschreven aan hun rol in het onder de aandacht brengen van de toeslagenaffaire.